# Parafia św. Apostołów Piotra i Pawła w Suchowoli
Parafia pw. Świętych Apostołów Piotra i Pawła w Suchowoli – rzymskokatolicka parafia należąca do dekanatu Korycin, archidiecezji białostockiej, metropolii białostockiej.

## Historia parafii
Parafia została utworzona w marcu 1798 roku. Początkowo była filią parafii Chodorówka. W 1935 w Suchowoli powstał dom zakonny Sióstr Misjonarek Świętej Rodziny.
W 1986 przy parafii otwarto Izbę Pamięci pochodzącego ze wsi Okopy należącej do parafii Suchowola, ks. Jerzego Popiełuszki, beatyfikowanego 6 czerwca 2010 r. Zgromadzono w niej pamiątki związane z kapłanem, zamordowanym w 1984 przez funkcjonariuszy Służby Bezpieczeństwa. Założycielem izby był ks. Stanisław Suchowolec, wikariusz parafii w Suchowoli w latach 1983-1986, kapelan białostockiej Solidarności, który zmarł w 1989 w niewyjaśnionych okolicznościach. 

## Obszar parafii
W granicach parafii znajdują się miejscowości:

- Suchowola,
- Bachmackie Kolonie 12 km,
- Brukowo 5 km,
- Chlewisk Dolny 4 km,
- Chlewisk Górny 4 km,
- Ciemne 9 km,
- Czerwonka 7 km,
- Dubasiewskie Kolonie. 5 km,
- Dubasiewszczyzna 5 km,
- Dryga 9 km,
- Głęboczyzna 4 km,
- Grymiaczki 5 km,
- Horodnianka 9 km,
- Horodnianka kol. 8 km,
- Jagłowo 12 km,
- Karpowicze 4 km,
- Krzywa kol. 3 km,
- Laudańszczyzna 5 km,
- Leśniki 4 km,
- Leszczany 6 km,
- Morgi 7 km,
- Okopy 4 km,
- Ostrówek 6 km,
- Podgaj 5 km,
- Podhorodnianka 10 km,
- Podostrówek 8 km,
- Pokośno 9 km,
- Poświętne 3,5 km,
- Rutkowszczyzna 8 km,
- Zgierszczańskie kol. 6 km,
- Żakle 11 km

## Miejsca święte
Kościół parafialny
Kościół parafialny pw. Świętych Apostołów Piotra i Pawła wybudowany w stylu klasycystycznym w latach 1879–1885 według projektu Jakuba Fordona, konsekrowany 10 września 1905.
Kościoły filialne i kaplice
- Kaplica pw. Najświętszego Serca Pana Jezusa w Karpowiczach
- Kaplica pw. Matki Boskiej Częstochowskiej w Rutkowszczyźnie
- Kaplica pw. Matki Bożej Królowej Pokoju w Jagłowie